# Frans Van Den Wijngaert
Frans Van Den Wijngaert (* 19. Oktober 1950 in Antwerpen) ist ein ehemaliger belgischer Fußballschiedsrichter.

## Sportlicher Werdegang
Van Den Wijngaert avancierte ab Beginn der 1980er Jahre zu einem der führenden Schiedsrichter Belgiens. 1986 leitete er dabei mit dem Duell zwischen RSC Anderlecht und FC Brügge um den belgischen Supercup erstmals eine besondere Partie, im Wettbewerb um den belgischen Landespokal 1986/87 wurde er mit der Leitung des Fianlspiels betraut. KV Mechelen setzte sich dabei mit einem 1:0-Erfolg durch einen Treffer von Piet den Boer gegen den RFC Lüttich durch und legte den Grundstein für den Titelgewinn im Europapokal der Pokalsieger 1987/88. Im Wettbewerb um den belgischen Landespokal 1990/91 war er erneut Finalschiedsrichter, dieses Mal zog KV Mechelen mit einer 1:3-Niederlage gegen den FC Brügge den Kürzeren. Bis zu seinem Karriereende 1999 kam er in der höchsten Spielklasse zum Einsatz.
Van Den Wijngaert kam auch auf internationaler Ebene zum Einsatz, im September 1989 debütierte er beim Aufeinandertreffen von Irland und Deutschland als Länderspielschiedsrichter. Bereits zuvor hatte er als Linienrichter Turniererfahrung gemacht, bei der EM-Endrunde 1988 gehörte er als Assistent zum Gespann von Alexis Ponnet. Während er in den folgenden Jahren Qualifikations- und Freundschaftsspiele leitete, wurde er auch im Europapokal als Hauptschiedsrichter eingesetzt. Dabei leitete mehrfach Spiele in der Gruppenphase und den KO-Runden der 1992 eingeführten UEFA Champions League. Im UEFA-Pokal 1994/95 leitete er in einem italienischen Duell zwischen der AC Parma und Juventus Turin das im Mailänder Giuseppe-Meazza-Stadion ausgetragene Rückspiel, in dem sich Parma durch ein 1:1-Remis nach einem 1:0-Hinspielerfolg den Titel holte.
Van Den Wijngaert wurde mehrfach als Scheidsrechter van het Jaar ausgezeichnet, zwischen 1997 und 1999 gewann er die Auszeichnung dreimal in Folge. 1996 war er mit einer Stimme Rückstand auf Guy Goethals zweiter bei der Wahl geworden.